# 빈첸초 나탈리
빈첸초 나탈리(이탈리아어: Vincenzo Natali, 1969년 1월 6일 ~ )는 미국과 캐나다의 영화 감독, 영화 각본가이다. 《큐브》(1999), 《싸이퍼》(2002)를 비롯, SF 스릴러 연출에 주력한다. 디트로이트의 잉글랜드계와 이탈리아계 미국인 가정에서 태어나, 직후 토론토로 이주하였다.

## 작품 목록

### 영화
| 연도 | 제목              | 원제               | 역할   | 역할   | 역할   | 비고 |
| 연도 | 제목              | 원제               | 감독   | 각본   | 제작   | 비고 |
| ---- | ----------------- | ------------------ | ------ | ------ | ------ | ---- |
| 1999 |                   | Elevated           | 예     | 예     | 아니요 | 단편 |
| 1999 | 큐브              | Cube               | 예     | 예     | 아니요 |      |
| 2002 | 싸이퍼            | Cypher             | 예     | 아니요 | 아니요 |      |
| 2003 | 낫씽              | Nothing            | 예     | 예     | 예     |      |
| 2009 | 스플라이스        | Splice             | 예     | 예     | 아니요 |      |
| 2011 | 388 알레타 에비뉴 | 388 Arletta Avenue | 아니요 | 아니요 | 예     |      |
| 2013 | 악령              | Haunter            | 예     | 아니요 | 예     |      |
| 2018 |                   | Come True          | 예     | 아니요 | 예     |      |
| 2019 | 높은 풀 속에서    | In the Tall Grass  | 예     | 예     | 예     |      |